# Johanna Larsson
Pour les articles homonymes, voir Larsson.

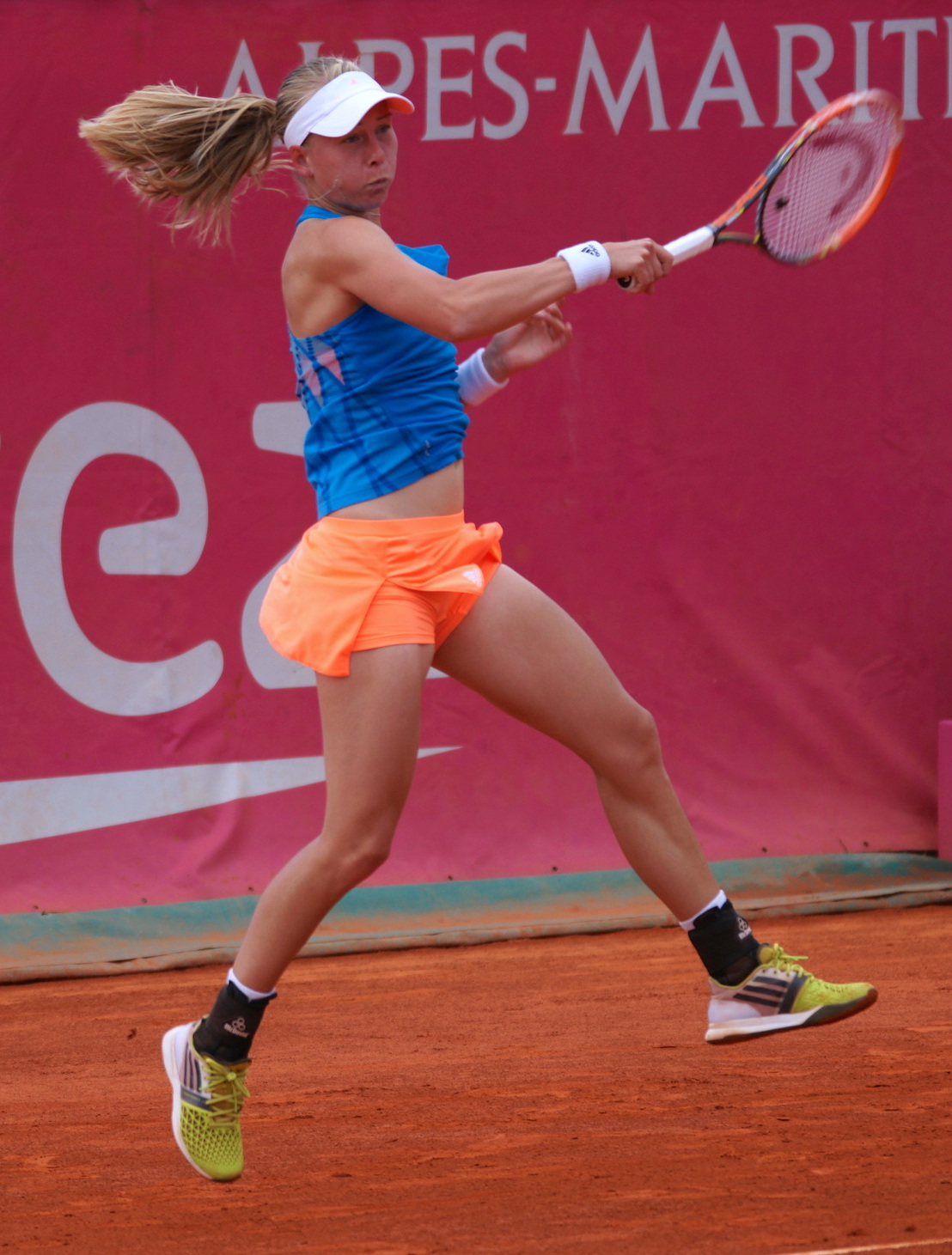
Johanna Larsson à l'Open de Cagnes-sur-Mer 2014.

Johanna Larsson, née le 17 août 1988 à Boden, est une joueuse de tennis suédoise, professionnelle de 2006 à 2020.

## Biographie

### Carrière
Elle dispute sa première finale sur le circuit WTA à Portorož en juillet 2010, mais s'incline face à Anna Chakvetadze (numéro 5 mondiale en 2007). Elle échoue au même stade de la compétition l'année suivante à Båstad, dans son pays, contre Polona Hercog.
Le 19 juillet 2015, elle remporte son premier titre sur le circuit WTA à Bastad en dominant 6-3, 7-62 l'Allemande Mona Barthel, pourtant tenante du titre.
Le 26 mai 2018, elle remporte son second titre sur le Circuit WTA lors du tournoi de Nuremberg face à l'Américaine Alison Riske.

### Vie privée
En septembre 2017, Johanna Larsson fait son coming out en tant que lesbienne. Elle est en couple avec Amanda Strang.

## Palmarès

### Titres en simple dames
| No | Date       | Nom et lieu du tournoi                 | Catégorie | Dotation  | Surface      | Finaliste    | Score     |          |
| -- | ---------- | -------------------------------------- | --------- | --------- | ------------ | ------------ | --------- | -------- |
| 1  | 13-07-2015 | Swedish Open, Båstad                   | Intern'l  | 250 000 $ | Terre (ext.) | Mona Barthel | 6-3, 7-62 | Parcours |
| 2  | 20-05-2018 | Nürnberger Versicherungscup, Nuremberg | Intern'l  | 250 000 $ | Terre (ext.) | Alison Riske | 7-64, 6-4 | Parcours |

### Finales en simple dames
| No | Date       | Nom et lieu du tournoi  | Catégorie | Dotation  | Surface      | Vainqueure       | Score    |          |
| -- | ---------- | ----------------------- | --------- | --------- | ------------ | ---------------- | -------- | -------- |
| 1  | 19-07-2010 | Slovenia Open, Portorož | Intern'l  | 220 000 $ | Dur (ext.)   | Anna Chakvetadze | 6-1, 6-2 | Parcours |
| 2  | 04-07-2011 | Swedish Open, Båstad    | Intern'l  | 220 000 $ | Terre (ext.) | Polona Hercog    | 6-4, 7-5 | Parcours |
| 3  | 15-07-2013 | Swedish Open, Båstad    | Intern'l  | 235 000 $ | Terre (ext.) | Serena Williams  | 6-4, 6-1 | Parcours |

### Titres en double dames
| No | Date       | Nom et lieu du tournoi                | Catégorie | Dotation  | Surface         | Partenaire       | Finalistes                                 | Score             |          |
| -- | ---------- | ------------------------------------- | --------- | --------- | --------------- | ---------------- | ------------------------------------------ | ----------------- | -------- |
| 1  | 13-09-2010 | Challenge Bell Québec                 | Intern'l  | 220 000 $ | Moquette (int.) | Sofia Arvidsson  | Bethanie Mattek-Sands Barbora Z. Strýcová  | 6-1, 2-6, [10-6]  | Parcours |
| 2  | 06-06-2011 | Sony Ericsson Open Copenhague         | Intern'l  | 220 000 $ | Dur (int.)      | Jasmin Wöhr      | Kristina Mladenovic Katarzyna Piter        | 6-3, 6-3          | Parcours |
| 3  | 11-01-2015 | Hobart International Hobart           | Intern'l  | 250 000 $ | Dur (ext.)      | Kiki Bertens     | Vitalia Diatchenko Monica Niculescu        | 7-5, 6-3          | Parcours |
| 4  | 13-07-2015 | Swedish Open Båstad                   | Intern'l  | 250 000 $ | Terre (ext.)    | Kiki Bertens     | Tatjana Maria Olga Savchuk                 | 7-5, 6-4          | Parcours |
| 5  | 15-05-2016 | Nürnberger Versicherungscup Nuremberg | Intern'l  | 250 000 $ | Terre (ext.)    | Kiki Bertens     | Shuko Aoyama Renata Voráčová               | 6-3, 6-4          | Parcours |
| 6  | 19-09-2016 | Korea Open Séoul                      | Intern'l  | 250 000 $ | Dur (ext.)      | Kirsten Flipkens | Akiko Omae Peangtarn Plipuech              | 6-2, 6-3          | Parcours |
| 7  | 10-10-2016 | Generali Ladies Linz                  | Intern'l  | 250 000 $ | Dur (int.)      | Kiki Bertens     | Anna-Lena Grönefeld Květa Peschke          | 4-6, 6-2, [10-7]  | Parcours |
| 8  | 17-10-2016 | BNP Paribas Open Luxembourg           | Intern'l  | 250 000 $ | Dur (int.)      | Kiki Bertens     | Monica Niculescu Patricia Maria Țig        | 4-6, 7-5, [11-9]  | Parcours |
| 9  | 02-01-2017 | ASB Classic Auckland                  | Intern'l  | 250 000 $ | Dur (ext.)      | Kiki Bertens     | Demi Schuurs Renata Voráčová               | 6-2, 6-2          | Parcours |
| 10 | 17-07-2017 | Ladies Championship Gstaad            | Intern'l  | 250 000 $ | Terre (ext.)    | Kiki Bertens     | Viktorija Golubic Nina Stojanović          | 7-64, 4-6, [10-7] | Parcours |
| 11 | 18-09-2017 | Korea Open Séoul                      | Intern'l  | 250 000 $ | Dur (ext.)      | Kiki Bertens     | Luksika Kumkhum Peangtarn Plipuech         | 6-4, 6-1          | Parcours |
| 12 | 09-10-2017 | Upper Austria Ladies Linz             | Intern'l  | 250 000 $ | Dur (int.)      | Kiki Bertens     | Natela Dzalamidze Xenia Knoll              | 3-6, 6-3, [10-4]  | Parcours |
| 13 | 08-10-2018 | Upper Austria Ladies Linz             | Intern'l  | 250 000 $ | Dur (int.)      | Kirsten Flipkens | Raquel Atawo Anna-Lena Grönefeld           | 4-6, 6-4, [10-5]  | Parcours |
| 14 | 17-06-2019 | Mallorca Open Calvià                  | Intern'l  | 226 750 $ | Gazon (ext.)    | Kirsten Flipkens | M. J. Martínez Sánchez Sara Sorribes Tormo | 6-2, 6-4          | Parcours |

### Finales en double dames
| No | Date       | Nom et lieu du tournoi                     | Catégorie | Dotation    | Surface      | Vainqueures                           | Partenaire         | Score            |          |
| -- | ---------- | ------------------------------------------ | --------- | ----------- | ------------ | ------------------------------------- | ------------------ | ---------------- | -------- |
| 1  | 18-02-2013 | U.S. National Indoor Championships Memphis | Intern'l  | 235 000 $   | Dur (int.)   | Kristina Mladenovic Galina Voskoboeva | Sofia Arvidsson    | 7-65, 6-3        | Parcours |
| 2  | 17-02-2014 | Rio Open Rio de Janeiro                    | Intern'l  | 250 000 $   | Terre (ext.) | Irina-Camelia Begu María Irigoyen     | Chanelle Scheepers | 6-2, 6-0         | Parcours |
| 3  | 21-09-2015 | Korea Open Séoul                           | Intern'l  | 500 000 $   | Dur (ext.)   | Lara Arruabarrena Andreja Klepač      | Kiki Bertens       | 2-6, 6-3, [10-6] | Parcours |
| 4  | 22-02-2016 | Abierto Mexicano Acapulco                  | Intern'l  | 250 000 $   | Dur (ext.)   | Anabel Medina Arantxa Parra Santonja  | Kiki Bertens       | 6-0, 6-4         | Parcours |
| 5  | 21-05-2017 | Nürnberger Versicherungscup Nuremberg      | Intern'l  | 250 000 $   | Terre (ext.) | Nicole Melichar Anna Smith            | Kirsten Flipkens   | 3-6, 6-3, [11-9] | Parcours |
| 6  | 22-10-2017 | WTA Finals Singapour                       | Masters   | 7 000 000 $ | Dur (int.)   | Tímea Babos Andrea Hlaváčková         | Kiki Bertens       | 4-6, 6-4, [10-5] | Parcours |
| 7  | 19-02-2018 | Hungarian Ladies Open Budapest             | Intern'l  | 250 000 $   | Dur (int.)   | Georgina García Pérez Fanny Stollár   | Kirsten Flipkens   | 4-6, 6-4, [10-3] | Parcours |
| 8  | 20-05-2018 | Nürnberger Versicherungscup Nuremberg      | Intern'l  | 250 000 $   | Terre (ext.) | Demi Schuurs Katarina Srebotnik       | Kirsten Flipkens   | 3-6, 6-3, [10-7] | Parcours |
| 9  | 07-01-2019 | Hobart International Hobart                | Intern'l  | 250 000 $   | Dur (ext.)   | Chan Hao-ching Latisha Chan           | Kirsten Flipkens   | 6-3, 3-6, [10-6] | Parcours |

## Parcours en Grand Chelem

### En simple dames
| Année | Open d'Australie | Open d'Australie    | Internationaux de France | Internationaux de France | Wimbledon       | Wimbledon          | US Open         | US Open            |
| ----- | ---------------- | ------------------- | ------------------------ | ------------------------ | --------------- | ------------------ | --------------- | ------------------ |
| 2010  | —                | —                   | 2e tour (1/32)           | Akgul Amanmuradova       | —               | —                  | 1er tour (1/64) | Alisa Kleybanova   |
| 2011  | 1er tour (1/64)  | L. Domínguez        | 2e tour (1/32)           | Ekaterina Makarova       | 1er tour (1/64) | Polona Hercog      | 1er tour (1/64) | Victoria Azarenka  |
| 2012  | 1er tour (1/64)  | Kaia Kanepi         | 1er tour (1/64)          | Melanie Oudin            | 1er tour (1/64) | Melinda Czink      | 1er tour (1/64) | Dominika Cibulková |
| 2013  | 1er tour (1/64)  | Jelena Janković     | 2e tour (1/32)           | Sorana Cîrstea           | 1er tour (1/64) | Ekaterina Makarova | 1er tour (1/64) | Mona Barthel       |
| 2014  | 1er tour (1/64)  | Victoria Azarenka   | 3e tour (1/16)           | Eugenie Bouchard         | 1er tour (1/64) | Bojana Jovanovski  | 3e tour (1/16)  | Jelena Janković    |
| 2015  | 2e tour (1/32)   | Agnieszka Radwańska | 1er tour (1/64)          | Daria Gavrilova          | 1er tour (1/64) | Christina McHale   | 1er tour (1/64) | Camila Giorgi      |
| 2016  | 2e tour (1/32)   | Madison Brengle     | 2e tour (1/32)           | Tsvetana Pironkova       | 1er tour (1/64) | Ekaterina Makarova | 3e tour (1/16)  | Serena Williams    |
| 2017  | —                | —                   | 2e tour (1/32)           | Yulia Putintseva         | 1er tour (1/64) | Petra Kvitová      | 1er tour (1/64) | Ajla Tomljanović   |
| 2018  | 1er tour (1/64)  | Luksika Kumkhum     | 1er tour (1/64)          | B. Mattek-Sands          | 1er tour (1/64) | Venus Williams     | 2e tour (1/32)  | Angelique Kerber   |
| 2019  | 2e tour (1/32)   | Caroline Wozniacki  | 2e tour (1/32)           | Garbiñe Muguruza         | —               | —                  | 1er tour (1/64) | Lauren Davis       |
| 2020  | 1er tour (1/64)  | Paula Badosa        | —                        | —                        | Annulé          | Annulé             | —               | —                  |

N.B. : à droite du résultat se trouve le nom de l'ultime adversaire.

### En double dames
| Année | Open d'Australie             | Open d'Australie             | Internationaux de France     | Internationaux de France     | Wimbledon                    | Wimbledon                     | US Open                      | US Open                     |
| ----- | ---------------------------- | ---------------------------- | ---------------------------- | ---------------------------- | ---------------------------- | ----------------------------- | ---------------------------- | --------------------------- |
| 2010  | —                            | —                            | —                            | —                            | —                            | —                             | 1er tour (1/32) S. Arvidsson | V. Diatchenko İpek Şenoğlu  |
| 2011  | 2e tour (1/16) S. Arvidsson  | Chan Yung-jan A. Radwańska   | 2e tour (1/16) K. Barrois    | Sania Mirza Elena Vesnina    | 1er tour (1/32) Jasmin Wöhr  | Raquel Kops A. Spears         | 1er tour (1/32) Jasmin Wöhr  | D. Cibulková F. Schiavone   |
| 2012  | 1er tour (1/32) S. Arvidsson | V. Dushevina Shahar Peer     | 1er tour (1/32) S. Arvidsson | N. Grandin V. Uhlířová       | 1er tour (1/32) S. Arvidsson | L. Dekmeijere V. Lepchenko    | 1er tour (1/32) S. Arvidsson | Klaudia Jans K. Mladenovic  |
| 2013  | 1er tour (1/32) S. Arvidsson | Sara Errani Roberta Vinci    | 1er tour (1/32) S. Arvidsson | V. Lepchenko Zheng Saisai    | 1er tour (1/32) S. Arvidsson | K. Mladenovic G. Voskoboeva   | 2e tour (1/16) Kiki Bertens  | K. Mladenovic G. Voskoboeva |
| 2015  | 1/4 de finale Kiki Bertens   | Julia Görges A.-L. Grönefeld | 1er tour (1/32) Kiki Bertens | L. Kichenok Olga Savchuk     | 1er tour (1/32) Petra Martić | Cara Black Lisa Raymond       | 3e tour (1/8) Kiki Bertens   | C. Garcia K. Srebotnik      |
| 2016  | 1er tour (1/32) Kiki Bertens | S. Kuznetsova Roberta Vinci  | 1/4 de finale Kiki Bertens   | C. Garcia K. Mladenovic      | 2e tour (1/16) Kiki Bertens  | A.-L. Grönefeld Květa Peschke | 2e tour (1/16) Kiki Bertens  | A. Muhammad T. Townsend     |
| 2017  | 2e tour (1/16) Kiki Bertens  | V. Golubic Kr. Plíšková      | 3e tour (1/8) Kiki Bertens   | Chan Yung-jan Martina Hingis | 1er tour (1/32) Kiki Bertens | K. Bondarenko A. Krunić       | 3e tour (1/8) Kiki Bertens   | L. Hradecká K. Siniaková    |
| 2018  | 1er tour (1/32) Kiki Bertens | N. Kichenok An. Rodionova    | 3e tour (1/8) Kiki Bertens   | B. Krejčíková K. Siniaková   | 3e tour (1/8) Kiki Bertens   | A. Rosolska Abigail Spears    | 2e tour (1/16) Kiki Bertens  | Nao Hibino Kalashnikova     |
| 2019  | 3e tour (1/8) K. Flipkens    | Tímea Babos K. Mladenovic    | 1/2 finale K. Flipkens       | Duan Ying-Ying Zheng Saisai  | 2e tour (1/16) K. Flipkens   | N. Kichenok A. Spears         | 1er tour (1/32) K. Flipkens  | V. Kužmová A. Sasnovich     |

N.B. : le nom de la partenaire se trouve sous le résultat ; le nom des ultimes adversaires se trouve à droite.

### En double mixte
| Année | Open d'Australie               | Open d'Australie           | Internationaux de France | Internationaux de France | Wimbledon                   | Wimbledon                | US Open | US Open |
| ----- | ------------------------------ | -------------------------- | ------------------------ | ------------------------ | --------------------------- | ------------------------ | ------- | ------- |
| 2018  | 1/4 de finale M. Middelkoop    | G. Dabrowski Mate Pavić    | —                        | —                        | 1/8 de finale M. Middelkoop | V. Azarenka Jamie Murray | —       | —       |
| 2019  | 1er tour (1/16) Dominic Inglot | K. Mladenovic R. Lindstedt | —                        | —                        | —                           | —                        | —       | —       |

N.B. : le nom du partenaire se trouve sous le résultat ; le nom des ultimes adversaires se trouve à droite.

## Parcours en «Premier Mandatory» et «Premier 5»
Découlant d'une réforme du circuit WTA inaugurée en 2009, les tournois WTA « Premier Mandatory » et « Premier 5 » constituent les catégories d'épreuves les plus prestigieuses, après les quatre levées du Grand Chelem.

### En simple dames
| Année |              | Premier Mandatory                 | Premier Mandatory             | Premier Mandatory         | Premier Mandatory |       | Premier 5 | Premier 5                 | Premier 5                | Premier 5 | Premier 5                   | Premier 5 | Premier 5                |
| Année | Indian Wells | Miami                             | Madrid                        | Pékin                     |                   | Dubaï | Rome      | Canada                    | Cincinnati               |           | Tokyo                       |           |                          |
| Année | Indian Wells | Miami                             | Madrid                        | Pékin                     |                   | Doha  | Rome      | Canada                    | Cincinnati               |           | Wuhan                       |           |                          |
| Année | Indian Wells | Miami                             | Madrid                        | Pékin                     |                   |       | Rome      | Canada                    | Cincinnati               |           |                             |           |                          |
| 2011  |              | 1er tour (1/64) S. Bammer         | 3e tour (1/16) A. Dulgheru    |                           |                   |       |           |                           |                          |           |                             |           |                          |
| 2012  |              | 2e tour (1/32) A. Ivanović        | 1er tour (1/64) A. Kleybanova | 1er tour (1/32) A. Kerber |                   |       |           |                           |                          |           | 3e tour (1/8) Li N.         |           | 2e tour (1/16) S. Errani |
| 2013  |              | 3e tour (1/16) S. Errani          | 1er tour (1/64) F. Pennetta   |                           |                   |       |           |                           |                          |           |                             |           |                          |
| 2015  |              | 1er tour (1/64) A. Pavlyuchenkova | 3e tour (1/16) S. Stephens    |                           |                   |       |           |                           |                          |           |                             |           |                          |
| 2016  |              | 3e tour (1/16) P. Kvitová         | 1er tour (1/64) D. Cibulková  |                           |                   |       |           |                           | 1er tour (1/32) J. Konta |           | 2e tour (1/16) D. Cibulková |           |                          |
| 2017  |              | 2e tour (1/32) S. Kuznetsova      | 2e tour (1/32) B. Strýcová    | 2e tour (1/16) I.-C. Begu |                   |       |           | 1er tour (1/32) C. Garcia |                          |           |                             |           |                          |
| 2018  |              |                                   | 2e tour (1/32) A. Kerber      |                           |                   |       |           |                           |                          |           |                             |           |                          |
| 2019  |              | 1er tour (1/64) K. Kanepi         | 1er tour (1/64) T. Townsend   |                           |                   |       |           |                           |                          |           |                             |           |                          |

Sous le résultat, l’ultime adversaire.

### En double dames
| Année | Premier Mandatory | Premier Mandatory | Premier Mandatory | Premier Mandatory               | Premier Mandatory              | Premier Mandatory | Premier Mandatory | Premier Mandatory | Premier 5 | Premier 5 | Premier 5 | Premier 5 | Premier 5 | Premier 5 | Premier 5 | Premier 5             | Premier 5             | Premier 5  | Premier 5 | Premier 5 | Premier 5 | Premier 5 |
| Année | Indian Wells      | Indian Wells      | Miami             | Miami                           | Madrid                         | Madrid            | Pékin             | Pékin             | Dubaï     | Dubaï     | Doha      | Doha      | Rome      | Rome      | Canada    | Canada                | Cincinnati            | Cincinnati | Tokyo     | Tokyo     | Wuhan     | Wuhan     |
| ----- | ----------------- | ----------------- | ----------------- | ------------------------------- | ------------------------------ | ----------------- | ----------------- | ----------------- | --------- | --------- | --------- | --------- | --------- | --------- | --------- | --------------------- | --------------------- | ---------- | --------- | --------- | --------- | --------- |
| 2011  |                   |                   |                   |                                 |                                |                   |                   |                   |           |           |           |           |           |           |           |                       |                       |            |           |           |           |           |
| —     | —                 | —                 | —                 | —                               | —                              | —                 | —                 | —                 | —         |           |           | —         | —         | —         | —         | 2e tour (1/8) J. Wöhr | E. Makarova Zheng Jie | —          | —         |           |           |           |
| 2013  |                   |                   |                   |                                 |                                |                   |                   |                   |           |           |           |           |           |           |           |                       |                       |            |           |           |           |           |
| —     | —                 | —                 | —                 | 1er tour (1/16) Sofia Arvidsson | Chan Hao-ching Olga Govortsova | —                 | —                 |                   |           | —         | —         | —         | —         | —         | —         | —                     | —                     | —          | —         |           |           |           |

N.B. : le nom de la partenaire se trouve sous le résultat ; le nom des ultimes adversaires se trouve à droite.

## Parcours aux Masters

### En double dames
| # | Date       | Nom de l'édition     | ($)       | Surface    | Résultat | Partenaire   | Ultimes adversaires           | Score            |          |
| - | ---------- | -------------------- | --------- | ---------- | -------- | ------------ | ----------------------------- | ---------------- | -------- |
| 1 | 22/10/2017 | WTA Finals Singapour | 7 000 000 | Dur (int.) | Finale   | Kiki Bertens | Tímea Babos Andrea Hlaváčková | 4-6, 6-4, [10-5] | Parcours |

## Parcours aux Jeux olympiques

### En simple dames
| # | Date       | Nom de l'olympiade                  | Surface    | Résultat        | Ultime adversaire | Score         |          |
| - | ---------- | ----------------------------------- | ---------- | --------------- | ----------------- | ------------- | -------- |
| 1 | 06/08/2016 | Olympic Tennis Event Rio de Janeiro | Dur (ext.) | 1er tour (1/32) | Alizé Cornet      | 6-1, 2-6, 6-3 | Parcours |

## Parcours en Fed Cup
| #                                                                    | Date       | Lieu         | Surface      | Gagnante(s)                         | Perdante(s)                     | Score            |          |
|                                                                      |            |              |              |                                     |                                 |                  |          |
| 2010 - Barrage (groupe mondial II) - Suède - Chine - 3 : 2           |            |              |              |                                     |                                 |                  |          |
| 1                                                                    | 25/04/2010 | Helsingborg  | Dur (int.)   | Johanna Larsson                     | Peng Shuai                      | 6-2, 6-4         | Parcours |
| 1                                                                    | 25/04/2010 | Helsingborg  | Dur (int.)   | Johanna Larsson                     | Zhang Shuai                     | 2-6, 6-2, 6-3    | Parcours |
| 1                                                                    | 25/04/2010 | Helsingborg  | Dur (int.)   | Han Xinyun Zhou Yi-Miao             | Ellen Allgurin Johanna Larsson  | 6-3, 6-2         | Parcours |
|                                                                      |            |              |              |                                     |                                 |                  |          |
| 2011 - 1er tour (groupe mondial II) - Suède - Ukraine - 2 : 3        |            |              |              |                                     |                                 |                  |          |
| 2                                                                    | 05/02/2011 | Helsingborg  | Dur (int.)   | Kateryna Bondarenko                 | Johanna Larsson                 | 7-62, 7-65       | Parcours |
| 2                                                                    | 05/02/2011 | Helsingborg  | Dur (int.)   | Johanna Larsson                     | Lesia Tsurenko                  | 6-73, 6-2, 6-3   | Parcours |
| 2                                                                    | 05/02/2011 | Helsingborg  | Dur (int.)   | Kateryna Bondarenko Olga Savchuk    | Sofia Arvidsson Johanna Larsson | 7-5, 6-2         | Parcours |
|                                                                      |            |              |              |                                     |                                 |                  |          |
| 2011 - Barrage (groupe mondial II) - Suisse - Suède - 4 : 1          |            |              |              |                                     |                                 |                  |          |
| 3                                                                    | 16/04/2011 | Lugano       | Terre (ext.) | Timea Bacsinszky                    | Johanna Larsson                 | 7-62, 6-1        | Parcours |
| 3                                                                    | 16/04/2011 | Lugano       | Terre (ext.) | Patty Schnyder                      | Johanna Larsson                 | 3-6, 7-5, 6-2    | Parcours |
|                                                                      |            |              |              |                                     |                                 |                  |          |
| 2012 - Barrage (groupe mondial II) - Suède - Grande-Bretagne - 4 : 1 |            |              |              |                                     |                                 |                  |          |
| 4                                                                    | 21/04/2012 | Borås        | Dur (int.)   | Johanna Larsson                     | Elena Baltacha                  | 6-1, 7-5         | Parcours |
| 4                                                                    | 21/04/2012 | Borås        | Dur (int.)   | Johanna Larsson                     | Anne Keothavong                 | 7-66, 3-6, 6-4   | Parcours |
|                                                                      |            |              |              |                                     |                                 |                  |          |
| 2013 - 1er tour (groupe mondial II) - Argentine - Suède - 2 : 3      |            |              |              |                                     |                                 |                  |          |
| 5                                                                    | 09/02/2013 | Buenos Aires | Terre (ext.) | Paula Ormaechea                     | Johanna Larsson                 | 6-3, 6-0         | Parcours |
| 5                                                                    | 09/02/2013 | Buenos Aires | Terre (ext.) | Johanna Larsson                     | Florencia Molinero              | 6-3, 6-2         | Parcours |
| 5                                                                    | 09/02/2013 | Buenos Aires | Terre (ext.) | Sofia Arvidsson Johanna Larsson     | María Irigoyen Mailen Auroux    | 6-4, 6-4         | Parcours |
|                                                                      |            |              |              |                                     |                                 |                  |          |
| 2013 - Barrage (groupe mondial I) - États-Unis - Suède - 3 : 2       |            |              |              |                                     |                                 |                  |          |
| 6                                                                    | 20/04/2013 | Delray Beach | Dur (ext.)   | Serena Williams                     | Johanna Larsson                 | 6-2, 6-2         | Parcours |
| 6                                                                    | 20/04/2013 | Delray Beach | Dur (ext.)   | Venus Williams                      | Johanna Larsson                 | 6-3, 7-5         | Parcours |
|                                                                      |            |              |              |                                     |                                 |                  |          |
| 2014 - 1er tour (groupe mondial II) - Suède - Pologne - 2 : 3        |            |              |              |                                     |                                 |                  |          |
| 7                                                                    | 08/02/2014 | Borås        | Dur (int.)   | Johanna Larsson                     | Katarzyna Piter                 | 6-1, 6-2         | Parcours |
| 7                                                                    | 08/02/2014 | Borås        | Dur (int.)   | Agnieszka Radwańska                 | Johanna Larsson                 | 6-4, 6-1         | Parcours |
| 7                                                                    | 08/02/2014 | Borås        | Dur (int.)   | Agnieszka Radwańska Alicja Rosolska | Sofia Arvidsson Johanna Larsson | 6-2, 6-2         | Parcours |
|                                                                      |            |              |              |                                     |                                 |                  |          |
| 2014 - Barrage (groupe mondial II) - Suède - Thaïlande - 4 : 0       |            |              |              |                                     |                                 |                  |          |
| 8                                                                    | 19/04/2014 | Lidköping    | Dur (int.)   | Johanna Larsson                     | N. Lertcheewakarn               | 6-1, 6-3         | Parcours |
| 8                                                                    | 19/04/2014 | Lidköping    | Dur (int.)   | Johanna Larsson                     | Luksika Kumkhum                 | 6-4, 6-2         | Parcours |
|                                                                      |            |              |              |                                     |                                 |                  |          |
| 2015 - 1er tour (groupe mondial II) - Suède - Suisse - 1 : 3         |            |              |              |                                     |                                 |                  |          |
| 9                                                                    | 07/02/2015 | Helsingborg  | Dur (int.)   | Belinda Bencic                      | Johanna Larsson                 | 6-1, 6-2         | Parcours |
| 9                                                                    | 07/02/2015 | Helsingborg  | Dur (int.)   | Timea Bacsinszky                    | Johanna Larsson                 | 6-3, 7-65        | Parcours |
| 9                                                                    | 07/02/2015 | Helsingborg  | Dur (int.)   | Johanna Larsson Rebecca Peterson    | Viktorija Golubic Xenia Knoll   | 5-7, 6-2, [10-5] | Parcours |

## Classements WTA en fin de saison
| Année          | 2004 | 2005 | 2006 | 2007 | 2008 | 2009 | 2010 | 2011 | 2012 | 2013 | 2014 | 2015 | 2016 | 2017 | 2018 | 2019 |
| Rang en simple | 1183 | 491  | 382  | 314  | 169  | 170  | 68   | 59   | 73   | 83   | 70   | 55   | 50   | 80   | 76   | 216  |
| Rang en double | –    | 409  | 407  | 282  | 157  | 135  | 112  | 65   | 276  | 146  | 148  | 36   | 26   | 20   | 40   | 33   |

Source : (en) Classements de Johanna Larsson sur le site officiel de la Fédération internationale de tennis